# Josef Bombera
Josef Bombera (4. prosince 1870, Jesenec – 2. ledna 1927, Praha) byl český římskokatolický duchovní, hlavní představený vojenské duchovní katolické správy s biskupským svěcením, od roku 1925 probošt ve Staré Boleslavi.
Vystudoval bohosloví v Olomouci, kněžské svěcení přijal v roce 1894. Od roku 1899 působil jako profesor náboženství, češtiny a vlastivědy v kadetní škole v Králově Poli. V roce 1922 byl ustanoven do čela duchovní správy v nově vzniklé československé armádě, o tři roky později byl předčasně penzionován a jmenován proboštem staroboleslavské kapituly.

## Vyznamenání
| Jubilejní pamětní medaile 1898             | Jubilejní pamětní medaile 1898              |
| Vojenský jubilejní kříž                    | Vojenský jubilejní kříž                     |
| Záslužný kříž pro duchovní, II. třída      | Záslužný kříž pro duchovní, II. třída       |
| Řád Františka Josefa, IV. třída: důstojník | Řád Františka Josefa , IV. třída: důstojník |
| Řád Františka Josefa, V. třída: rytíř      | Řád Františka Josefa , V. třída: rytíř      |